# Nanjungan (Semidang Alas)
Nanjungan is een bestuurslaag in het regentschap Seluma van de provincie Bengkulu, Indonesië. Nanjungan telt 587 inwoners (volkstelling 2010).